# Hội đồng Hòa bình và Phát triển Liên bang
Hội đồng Hòa bình và Phát triển Liên bang (tiếng Miến Điện: နိုင်ငံတော်အေးချမ်းသာယာရေးနှင့်ဖွံ့ဖြိုးရေးကောင်စီ; phát âm tiếng Miến Điện: [nàiNŋàNdɔ̀ éiʤáN θàja yéi n̥ḭN pʰṵNpʰyo yéi kaùNsì]; tiếng Anh: State Peace and Development Council viết tắt SPDC), hay Hội đồng Quốc gia vì Hoà bình và Phát triển, là tên gọi chính thức của một cơ quan quyết định tối cao của chính quyền quân sự Myanmar. Cơ quan này bị nhiều người buộc tội là đã khủng bố dã man các nhóm sắc tộc thiểu số, các nhóm đối lập, sinh viên và những nhà hoạt động nhân quyền.
Từ 1988 đến 1997, Hội đồng này có tên là Hội đồng Quốc gia Phục hồi Luật pháp và Trật tự, hay còn được dịch là Hội đồng Khôi phục Trật tự và Pháp luật Liên bang. Tháng 9 năm 1988, bằng cách tiến hành đảo chính, Hội đồng nắm toàn bộ quyền lãnh đạo đất nước Miến Điện. Năm 1990, cơ quan này bác bỏ kết quả cuộc bầu cử năm 1990 mà khi đó Liên minh Dân chủ Quốc gia giành thắng lợi áp đảo. Ngày 15 tháng 11 năm 1997, Hội đồng Khôi phục Trật tự và Pháp luật Liên bang bị những người lãnh đạo của nó giải thể và được tổ chức lại thành Hội đồng Hòa bình và Phát triển Liên bang. Ngày 30 tháng 3 năm 2011, Thống tướng Than Shwe thay mặt lãnh đạo Hội đồng Hòa bình và Phát triển Liên bang tuyên bố giải thể cơ quan này.
Hội đồng Hòa bình và Phát triển Liên bang bao gồm tổng tư lệnh bộ ngành và tư lệnh quân khu. 19 thành viên của junta dường như có được nhiều quyền hành hơn cả Thủ tướng Chính phủ. Một số thành viên của hội đồng còn giữ chức vị Bộ trưởng trong chính phủ.
Mặc dù chế độ đã rút lui khỏi Con đường độc tài toàn trị của Miến Điện sang Chủ nghĩa xã hội của BSPP khi nắm quyền vào năm 1988, chế độ này đã bị nhiều người cáo buộc là vi phạm nhân quyền. Nó bác bỏ kết quả tuyển cử năm 1990 và quản thúc bà Aung San Suu Kyi cho đến khi bà được trả tự do vào ngày 13 tháng 11 năm 2010. Hội đồng chính thức bị giải tán vào ngày 30 tháng 3 năm 2011, với lễ khánh thành của chính phủ mới được bầu, do cựu thành viên và Thủ tướng Thein Sein lãnh đạo.

## Lịch sử

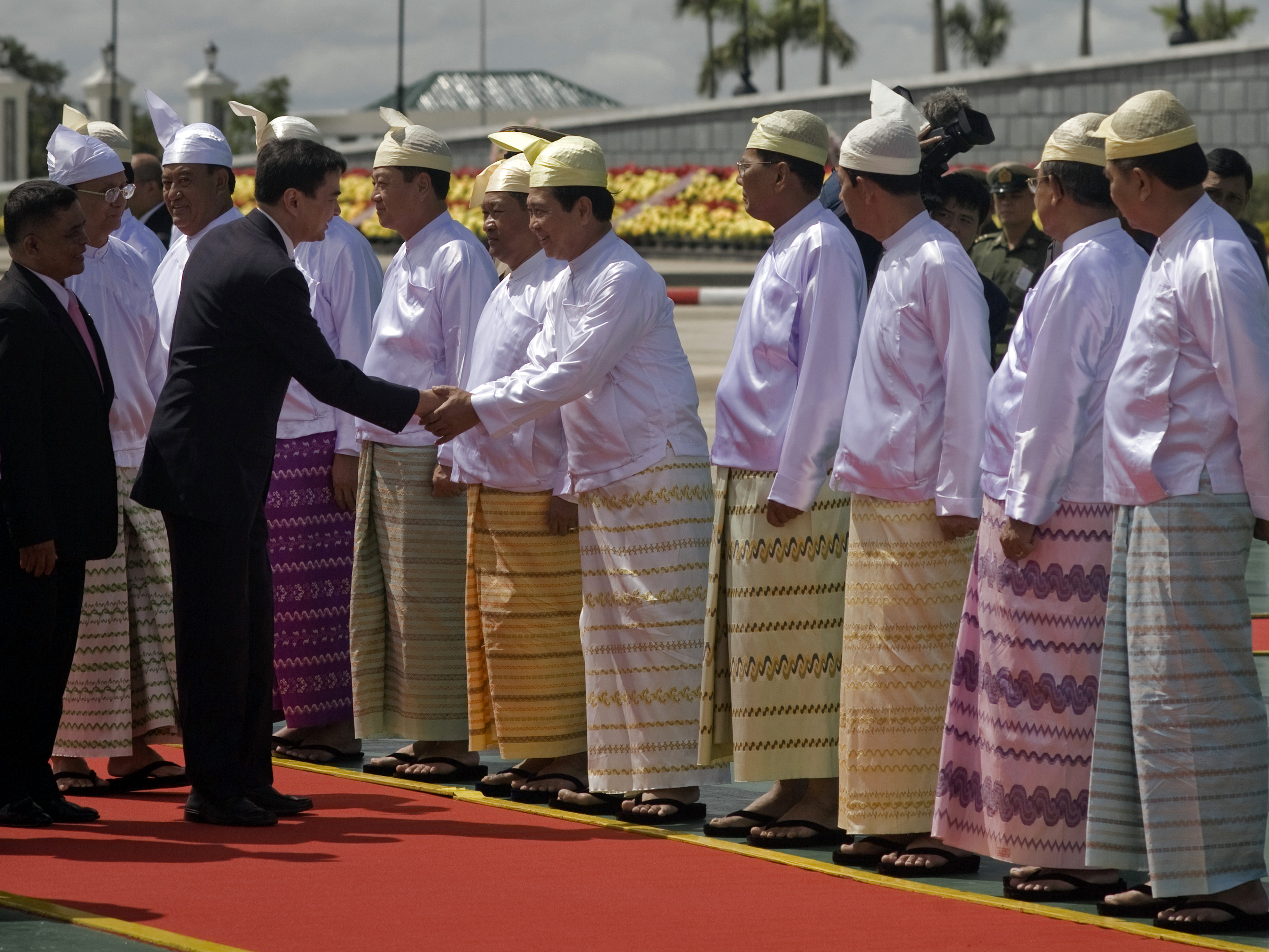
Các thành viên SPDC chào mừng Thủ tướng Thái Lan Abhisit Vejjajiva trong chuyến thăm tháng 10 năm 2010 tới Naypyidaw.

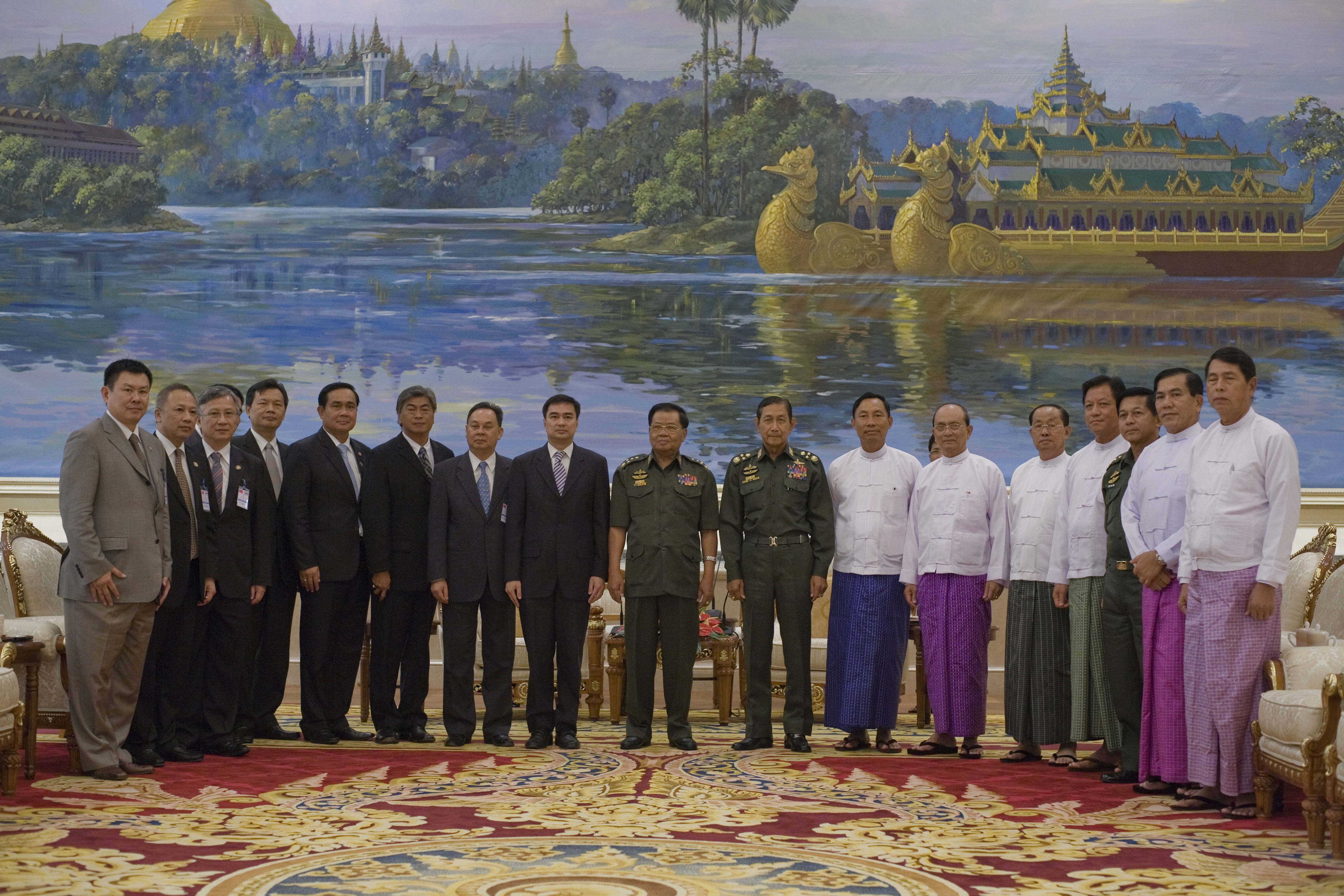
Các thành viên SPDC với phái đoàn Thái Lan trong chuyến thăm tháng 10 năm 2010 tới Naypyidaw.

Các thành viên SPDC chào mừng thủ tướng Thái Lan Abhisit Vejjajiva trong chuyến thăm tháng 10 năm 2010 tới Naypyidaw.
Các thành viên SPDC với phái đoàn Thái Lan trong chuyến thăm Naypyidaw tháng 10 năm 2010.
SLORC được thành lập khi Lực lượng Vũ trang Miến Điện, do Tướng Saw Maung chỉ huy (sau này tự thăng cấp cho "tướng quân" Saw Maung, mất tháng 7 năm 1997), nắm quyền vào ngày 18 tháng 9 năm 1988 nghiền nát "Cuộc nổi dậy Bốn đêm". Vào ngày nó chiếm được quyền lực, SLORC đã ban hành Lệnh số 1/1988 nói rằng Lực lượng Vũ trang đã nắm quyền lực và tuyên bố thành lập SLORC. Với Lệnh số 2/1988, SLORC đã bãi bỏ tất cả 'Các cơ quan quyền lực nhà nước' được thành lập theo hiến pháp năm 1974 của Miến Điện. Pyithu Hluttaw (cơ quan lập pháp theo Hiến pháp 1974), Hội đồng Bộ trưởng (Nội các), Hội đồng Thẩm phán Nhân dân (Tư pháp), Hội đồng Luật sư Nhân dân ("Văn phòng Tổng chưởng lý"), Hội đồng Thanh tra Nhân dân ("Văn phòng Kiểm toán-Tổng giám đốc"), cũng như Hội đồng Nhân dân/Khu vực, Thị trấn, Phường/Làng bị bãi bỏ.
SLORC cũng tuyên bố rằng các dịch vụ của các Thứ trưởng trong chính phủ của Chương trình Xã hội Chủ nghĩa Miến Điện (BSPP) trước đây mà nó thay thế cũng bị chấm dứt. (Theo Hiến pháp Miến Điện năm 1974, "Hội đồng Bộ trưởng" hoạt động như một Nội các nhưng vì các Thứ trưởng không được coi là một phần chính thức của Hội đồng Bộ trưởng, SLORC đảm bảo rằng các Thứ trưởng-cùng với các Bộ trưởng-các dịch vụ trong chính phủ BSPP trước đây mà họ đã nắm quyền cũng bị chấm dứt.) Các đơn đặt hàng mà SLORC ban hành vào ngày tiếp quản có thể được nhìn thấy trong số ra ngày 19 tháng 9 năm 1988 của tờ Nhân dân làm việc. Chủ tịch đầu tiên của SLORC là Tướng Saw Maung, sau này là Đại tướng, người cũng là Thủ tướng. Ông bị cách chức cả Chủ tịch của SLORC và Thủ tướng vào ngày 23 tháng 4 năm 1992 khi Tướng Than Shwe, sau này là Đại tướng, tiếp quản cả hai chức vụ từ ông.
Vào ngày 15 tháng 11 năm 1997, SLORC đã bị bãi bỏ và được tái lập thành Hội đồng Phát triển và Hòa bình Nhà nước (SPDC). Hầu hết nhưng không phải tất cả các thành viên của SLORC bị bãi bỏ đều ở chế độ quân sự SPDC.

## Lãnh đạo

### Chủ tịch
| Chủ tịch    | Chủ tịch                             | Thời gian tại chức  | Thời gian tại chức  | Thời gian tại chức | Đảng phái chính trị |
| Ảnh         | Tên (Sinh-Mất)                       | Nhậm chức           | Từ chức             | Thời gian          | Đảng phái chính trị |
| ----------- | ------------------------------------ | ------------------- | ------------------- | ------------------ | ------------------- |
|             | Thượng tướng Saw Maung (1928 - 1997) | 18 tháng 9 năm 1988 | 23 tháng 4 năm 1992 | 3 năm, 218 ngày    | Tatmadaw            |
| không khung | Thượng tướng Than Shwe (sinh 1933)   | 23 tháng 4 năm 1992 | 30 tháng 3 năm 2011 | 18 năm, 341 ngày   | Tatmadaw            |

## Cựu thành viên
- Thống tướng Than Shwe, Chủ tịch Hội đồng, Tổng tư lệnh Quốc phòng
- Phó thống tướng Maung Aye, Phó chủ tịch Hội đồng, Phó tổng tư lệnh Quốc phòng, Tổng tư lệnh Lục quân
- Đại tướng hồi hưu Thura U Shwe Mann, cựu Tham mưu trưởng Liên quân
- Đại tướng hồi hưu U Thein Sein, Thủ tướng, cựu Tổng thống Myanmar
- Đại tướng hồi hưu U Thiha Thura Tin Aung Myint Oo, Bí thư thứ nhất Hội đồng, cựu Tổng trưởng và cựu Phó tổng thống Myanmar
- Thiếu tướng Ohn Myint, Chánh văn phòng số 1 (Kachin State, Mandalay Region, Chin State, Sagaing Region)
- Trung tướng Min Aung Hlaing, Chánh văn phòng số 2 (Shan State, Kayah State)
- Trung tướng Ko Ko, Chánh văn phòng số 3 (Bago Region, Ayeyarwady Region)
- Trung tướng Tha Aye, Chánh văn phòng số 4 (Karen State, Mon State, Tanintharyi Region)
- Trung tướng Myint Swe, Chánh văn phòng số 5 (Yangon Region)
- Trung tướng Khin Zaw, Chánh văn phòng số 6 (Magwe Region, Rakhine State)
- Thiếu tướng Hla Htay Win, Tư lệnh Không quân huấn luyện
- Trung tướng hồi hưu U Tin Aye, cựu Tổng trưởng Hậu cần quân đội, Lãnh đạo Hội đồng Bầu cử[6]
- Trung tướng Thura Myint Aung, Tổng phụ tá